# Горне Орешани (водосховище)
Горне Орешани (Horné Orešany) — водосховище на річці Парна; місце розташування — округ Трнава.
Площа водної поверхні 0,5 км2. Збудоване в 1977—1988 роках. Розташоване біля села Горне Орешани.